# Референдумы в Швейцарии (1929)
Референдумы в Швейцарии проходили 3 марта и 12 мая 1929 года. На мартовских референдумах проходили голосования по поводу обеспечения зерном (предложение и контрпредложение) и по федеральному закону о тарифах. В результате встречное предложение по закупкам зерна и федеральный закон о тарифах были одобрены. В мае прошли голосования по поводу гражданских инициатив о дорожном движении и запрете алкоголя. Обе инициативы были отклонены.

## Избирательная система
Референдумы по закупкам зерна, о дорожном движении и запрете алкоголя являлись гражданскими инициативами и требовали двойного большинства для одобрения. Гражданская инициатива по азартным играм также требовала для одобрения двойного большинства. Референдум по федеральному закону о тарифах был факультативным и требовал для одобрения лишь большинство голосов избирателей.

## Результаты

### Инициатива по обеспечению зерном
| Выбор                                | Общее голосование | Общее голосование | Кантоны | Кантоны | Кантоны |
| Выбор                                | Голосов           | %                 | Полных  | Полу-   | Всего   |
| ------------------------------------ | ----------------- | ----------------- | ------- | ------- | ------- |
| За                                   | 18 487            | 2,7               | 0       | 0       | 0       |
| Против                               | 672 004           | 97,3              | 19      | 6       | 22      |
| Пустых бюллетеней                    | 15 926            | –                 | –       | –       | –       |
| Недействительных бюллетеней          | 9 446             | –                 | –       | –       | –       |
| Всего                                | 720 983           | 100               | 19      | 6       | 22      |
| Зарегистрированных избирателей/ Явка | 1 071 934         | 67,3              | –       | –       | –       |
| Источник: Nohlen & Stöver            |                   |                   |         |         |         |

### Контринициатива по обеспечению зерном
| Выбор                                | Общее голосование | Общее голосование | Кантоны | Кантоны | Кантоны |
| Выбор                                | Голосов           | %                 | Полных  | Полу-   | Всего   |
| ------------------------------------ | ----------------- | ----------------- | ------- | ------- | ------- |
| За                                   | 461 176           | 66,8              | 18      | 6       | 21      |
| Против                               | 228 357           | 33,1              | 1       | 0       | 1       |
| Без ответа                           | 958               | 0,1               | –       | –       | –       |
| Пустых бюллетеней                    | 15 926            | –                 | –       | –       | –       |
| Недействительных бюллетеней          | 9 446             | –                 | –       | –       | –       |
| Всего                                | 715 863           | 100               | 19      | 6       | 22      |
| Зарегистрированных избирателей/ Явка | 1 071 934         | 66,8              | –       | –       | –       |
| Источник: Nohlen & Stöver            |                   |                   |         |         |         |

### Федеральный закон о тарифах
| Выбор                                | Голосов   | %    |
| ------------------------------------ | --------- | ---- |
| За                                   | 454 535   | 66,4 |
| Против                               | 229 801   | 33,6 |
| Пустых бюллетеней                    | 34 359    | –    |
| Недействительных бюллетеней          | 2 288     | –    |
| Всего                                | 720 983   | 100  |
| Зарегистрированных избирателей/ Явка | 1 071 934 | 67,3 |
| Источник: Nohlen & Stöver            |           |      |

### Инициатива о дорожном движении
| Выбор                                | Общее голосование | Общее голосование | Кантоны | Кантоны | Кантоны |
| Выбор                                | Голосов           | %                 | Полных  | Полу-   | Всего   |
| ------------------------------------ | ----------------- | ----------------- | ------- | ------- | ------- |
| За                                   | 248 350           | 37,2              | 2       | 2       | 3       |
| Против                               | 420 082           | 62,8              | 17      | 4       | 19      |
| Пустых бюллетеней                    | 29 684            | –                 | –       | –       | –       |
| Недействительных бюллетеней          | 2 163             | –                 | –       | –       | –       |
| Всего                                | 700 279           | 100               | 19      | 6       | 22      |
| Зарегистрированных избирателей/ Явка | 1 075 950         | 65,1              | –       | –       | –       |
| Источник: Nohlen & Stöver            |                   |                   |         |         |         |

### Инициатива о запрете алкоголя
| Выбор                                | Общее голосование | Общее голосование | Кантоны | Кантоны | Кантоны |
| Выбор                                | Голосов           | %                 | Полных  | Полу-   | Всего   |
| ------------------------------------ | ----------------- | ----------------- | ------- | ------- | ------- |
| За                                   | 226 794           | 32,7              | 0       | 1       | 0.5     |
| Против                               | 467 724           | 67,3              | 19      | 5       | 21.5    |
| Пустых бюллетеней                    | 18 274            | –                 | –       | –       | –       |
| Недействительных бюллетеней          | 1 718             | –                 | –       | –       | –       |
| Всего                                | 714 510           | 100               | 19      | 6       | 22      |
| Зарегистрированных избирателей/ Явка | 1 075 950         | 66,4              | –       | –       | –       |
| Источник: Nohlen & Stöver            |                   |                   |         |         |         |